# Basketball-Ozeanienmeisterschaft der Damen 1993
Die Basketball-Ozeanienmeisterschaft der Damen 1993, die sechste Basketball-Ozeanienmeisterschaft der Damen, fand zwischen dem 7. und 10. Juni 1993 in Auckland, Neuseeland statt, das zum dritten Mal die Meisterschaft ausrichtete. Gewinner war der Gastgeber, der zum ersten Mal den Titel erringen konnte. Es war das erste Mal seit Bestehen des Turniers, dass eine andere Mannschaft als Australien das Turnier gewann. In der Serie konnte Westsamoa, das zum ersten Mal am Turnier teilnahm, mit 3:0 Siegen geschlagen werden. Der Titelverteidiger Australien nahm nicht am Turnier teil. 

## Teilnehmende Mannschaften
Neuseeland

 Westsamoa

## Modus
Gespielt wurde in Form einer Best-of-Three Serie. Die Mannschaft, die zuerst zwei Siege erringen konnte, wurde Basketball-Ozeanienmeister der Damen 1993. 

## Ergebnisse
|  |  | Neuseeland | 120 – 56 | Westsamoa |  |
|  |  |            |          |           |  |
|  |  |            |          |           |  |
|  |  |            |          |           |  |

|  |  | Neuseeland | 106 – 61 | Westsamoa |  |
|  |  |            |          |           |  |
|  |  |            |          |           |  |
|  |  |            |          |           |  |

|  |  | Neuseeland | 120 – 58 | Westsamoa |  |
|  |  |            |          |           |  |
|  |  |            |          |           |  |
|  |  |            |          |           |  |

| Neuseeland          |
| Meister Neuseeland  |
| Erste Meisterschaft |

## Abschlussplatzierung
| Rang | Mannschaft |
| ---- | ---------- |
| 1    | Neuseeland |
| 2    | Westsamoa  |

Neuseeland qualifizierte sich durch den 3:0-Erfolg für die Basketball-Weltmeisterschaft der Damen 1994 in Australien.